# Жолудки
Жолудки́ — село в Україні, у Судилківській сільській територіальній громаді Шепетівського району Хмельницької області. Населення становить 284 осіб.

## Географія
Селом протікає річка Хоморець.

## Герб
Волинський срібний хрест. У назві села – жолуді.

## Історія
У 1906 році село Хролинської волості Ізяславського повіту Волинської губернії. Відстань від повітового міста 37 верст, від волості 6. Дворів 82, мешканців 701.